# Louis Castex

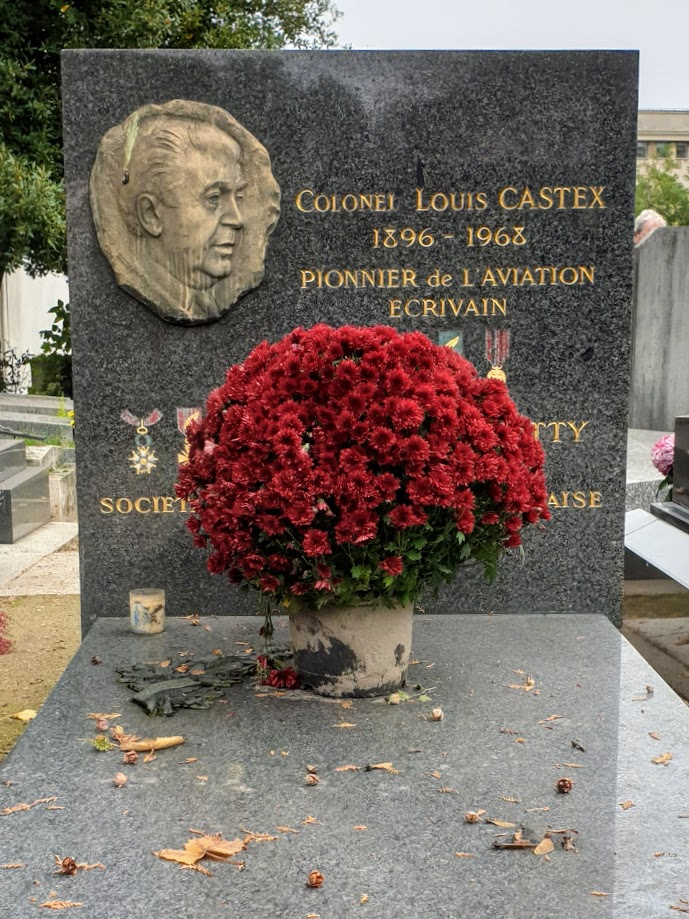
Grab von Louis Castex auf dem Cimetière de Passy

Louis Joseph Marie Nestor Castex (* 3. Februar 1896 in Pinsaguel, Haute-Garonne, Frankreich; † 28. September 1968 in Paris) war ein französischer Luftfahrtpionier, Politiker, Pilot und Autor.

## Leben
Castex studierte Rechtswissenschaften und schloss mit einem Licencié en droit ab. Am Ersten Weltkrieg nahm er teil und absolvierte mehrere Aufklärungsflüge und erreichte den Offiziersdienstgrad eines Colonel.
Er wurde Direktor des Transatlantikdienstes der Air France, lernte dabei Antoine de Saint-Exupéry kennen, mit dem er sich anfreundete. Er arbeitete mit Georges Mandel, dem französischen Postminister und späteren Mitglied der Résistance, zusammen.
Einen Tag vor dem deutschen Überfall auf die Niederlande, Belgien und Luxemburg und damit dem Beginn des Zweiten Weltkrieges in Westeuropa startete Castex eine Weltumrundung im Flugzeug, die er später in seinem preisgekrönten Buch Mon tour du monde en avion (1945) beschrieb. Von Paris aus flog er in einer Dewoitine D.338 (F-ARIB Ville de Bangkok) der Air France mit zahlreichen Zwischenlandungen zunächst in die französische Kolonie Indochina nach Saigon. Dort hielt er sich einige Tage auf, reiste dann weiter nach Hanoi. Von dort flog er mit einer De Havilland DH.86 Express (fälschlich als De Havilland DH.84 Dragon bezeichnet) der Imperial Airways weiter nach Hongkong, wo er sich länger aufhielt. Im Januar 1941 kehrte er mit Air France nach Saigon zurück. Im Februar 1941 flog er mit einer Douglas (DC–2 oder DC-3) der KNILM (Koninklijke Nederlandsch-Indische Luchtvaart Maatschappij) weiter über Singapur (Aufenthalt im Raffles Hotel) nach Batavia, wo er unter anderen Evert van Dijk traf, der 1930 als Co-Pilot mit Charles Kingsford Smith erstmals in der Southern Cross non-stop den Nordatlantik in Ost-West-Richtung überflogen hatte. Castex flog weiter nach Bali, wo er das Haus des belgischen Malers Adrien Jean Le Mayeur de Merpes in Sanur besuchte, von dort nach Australien. Nach einigen Tagen in Sydney flog er Anfang März 1941 in einer Boeing 314 Clipper der Pan American World Airways nach Auckland und von dort mit Harold Gatty weiter über Nouméa, den Canton Island Airport, wo Noël Coward zustieg, nach Hawaii. Dort besichtigte er den US-Marinestützpunkt Pearl Harbor wenige Monate vor dem japanischen Angriff; unter anderem sah er dort die Boeing B-17 Flying Fortress. Castex reiste weiter nach San Francisco und Los Angeles, wo er von Robert Hakim und Jean Renoir zu Gesellschaften eingeladen wurde. In einer Boeing 307 Stratoliner reiste er weiter nach Chicago, New York und Washington, D.C. Anfang Juli 1941 startet er wiederum in einer Boeing 314 Clipper mit Zwischenstopps auf den Bermudainseln und Faial nach Lissabon. Ende Juli startete er von dort nach Gibraltar, wo er eine Woche blieb, und Anfang August in einer Caudron C.440 Goéland weiter via Oran nach Algier flog, um das mit dem Kriegsgegner Deutschland verbündete, franquistische Spanien zu umgehen. Von Algier aus kehrte er schließlich in der Dewoitine D.338 (F-ARIB Ville de Bangkok), in der er seine Reise begann, zurück nach Marseille, wo er am 10. August 1941 seine Weltumrundung in Linienflugzeugen beendete.
1952 wurde er Mitglied der Assemblée de l’Union française.
Im Oktober 1953 war er an der Eröffnung der ersten Luftverbindung zwischen Papeete und den Marquesas in einer Grumman G-73 beteiligt.
Louis Castex wurde auf dem Cimetière de Passy in Paris beigesetzt.

## Auszeichnungen
- Croix de Guerre
- Médaille de la Résistance Française
- Grand Officier de l’ Ordre National de la Legion d’Honneur
- 1946: Prix Marcelin-Guérin der Académie française für sein Buch Mon tour du monde en avion.
- seit 1969 verleiht die Académie française jährlich den Prix Louis Castex.

## Schriften
- L’Amérique devant le conflit. Impressions et souvenirs 1941
- Mon tour du monde en avion. Carnet de notes tenu au jour le jour sur 50 000 km de vol, Paris: Librarie Plon 1945.
  - deutsch: Mein Flug um die Welt, Übersetzung von Ernst Christ und Leonore Schlaich, Stuttgart: Deutsche Verlagsanstalt 1948.
- L’âge de l’air. 25 ans d’aviation commerciale dans le monde, 1920–1945. Préface de Henri Farman. Paris: É. Chiron 1946.
- La Vérité sur l’aviation civile française en 1948, 1948
- L’homme qui donna des ailes au monde Clément Ader, Paris: Librarie Plon 1947.
- En mission aux îles australes, 1951
- Clément Ader ou l’enfant qui voulait se faire oiseau, 1957
- Îles, relais du ciel, Union Générale d’Édition 1964
- Les secrets de l’île de pâques, Paris: Hachette 1966.
  - spanisch: Los secretos de la Isla de Pascua, Santiago de Chile: J. Almendros 1968
- De Clément Ader à Gagarine, Paris: Hachette 1967.
- A. MM. les membres de l’Assemblée Nationale et du Conseil de la République. Un large débat sur l’aviation s’impose